# Alboinplatz
Der Alboinplatz ist ein innerstädtisches Gartendenkmal im Südosten des Berliner Ortsteils Schöneberg im Bezirk Tempelhof-Schöneberg. Der ovale Platz liegt im Zuge der Alboinstraße direkt auf der Grenze zum Ortsteil Tempelhof, wobei nur die östliche Bebauung zu Tempelhof gehört. Das Straßenland des Platzes und die westliche Bebauung gehören zu Schöneberg.
Ein für Berliner Verhältnisse tief gelegener See, das Naturdenkmal Blanke Helle, prägt das Bild des Platzes. Auf der Südböschung der Seemulde steht eine markante Skulptur eines Auerochsen bzw. Stiers mit einer bemerkenswerten Entstehungsgeschichte (siehe #Skulptur Auerochse/Stier). Das Verständnis der Skulptur erschließt sich über eine Sage, die sich um die Blanke Helle rankt.

## Der Platz

### Namensgebung

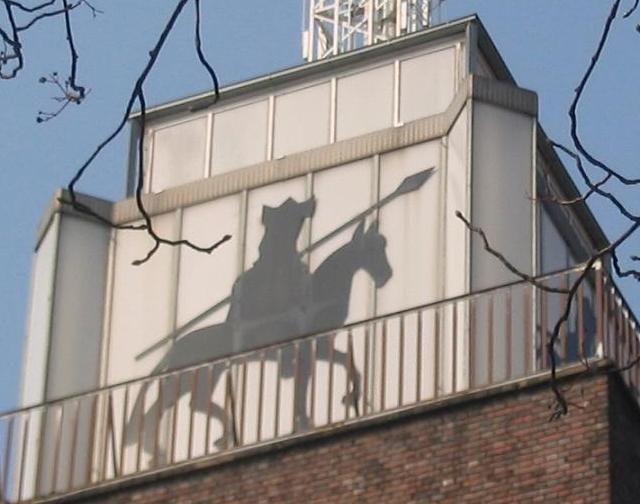
Silhouette Alboins am Turm des Alboinkontors

Namensgeber des Platzes ist Alboin (vor 526 bis 572/573), König der Langobarden und Gründer des langobardischen Reichs in Oberitalien. Die Langobarden kamen ursprünglich aus den Gebieten der unteren Elbe nach Italien und waren ein Teilstamm der germanischen Sueben. Am denkmalgeschützten Alboinkontor, der ehemaligen Schwarzkopf-Fabrik aus den Jahren 1928 bis 1930 von Carl Mackensen an der Alboin- / Ecke Magirusstraße, zeigt seit etwa 2004 eine Silhouette den König der Langobarden auf einem Pferd.
Vor 1931 hieß das Oval Platz Q. Eine 1945 nach dem Kriegsende vorgeschlagene Umbenennung des Alboinplatzes in Egerlandplatz (wahrscheinlich nach dem hingerichteten NS-Widerstandskämpfer Erich Egerland) genehmigte der Berliner Magistrat nicht.

### Bau des Platzes
Der Platz in seiner heutigen Form war bereits seit 1909 auf Stadtplänen eingezeichnet. Der nordwestliche Viertelkreis der Fahrbahn wurde um 1920 zur Erschließung der damals neuen Siedlung Lindenhof gebaut. Darüber verkehrte von Anfang an bis 1962 die Straßenbahnlinie 60, die seitdem durch Busse ersetzt ist, die noch heute so über diesen Viertelkreis fahren. 
Noch 1928 war nur die westliche Seite des geplanten Platzes tatsächlich trassiert, im Osten auf der Tempelhofer Seite befanden sich noch Kleingärten. Die östliche Wohnbebauung des Platzes wurde 1929–1931 von Erich Glas und Hans Jessen im Auftrag der DeGeWo errichtet.

### Beschreibung und Umgebung

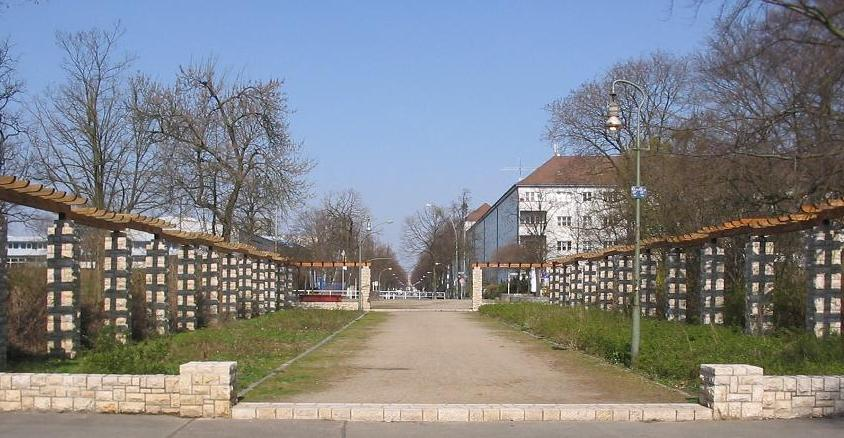
Säulengang an der Nordseite

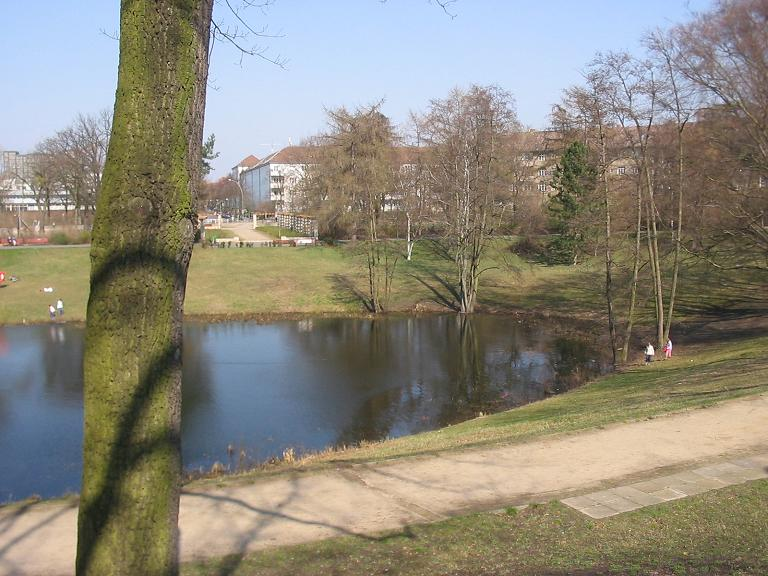
Blanke Helle

Der Alboinplatz hat einen Durchmesser von rund 230 m. Der 2500 m² große See liegt im Südbereich des Platzes und ist gesäumt von Wiesen mit einem lichten Baumbestand aus Birken, Buchen, Eiben und Holunder. Am steileren Südufer befindet sich an der Einmündung der Alboinstraße die Auerochsen-/Stierskulptur auf einem breiten Vorplatz, von dem ein Rundweg sanft abfällt und das Areal umfasst. Die Alboinstraße verläuft beidseitig um den Platz.
Von dem Denkmal und seinen gesenkten Hörnern geht eine Sichtachse über den See bis zu einem gegenüberliegenden breiten und säulengerahmten Eingangsweg, nach dem sich die Straße schnurgerade nach Norden fortsetzt. Westlich neben der Pfeilerreihe liegt ein Spielplatz, auf dem mit einem Findling ein weiteres Berliner Naturdenkmal steht. Die Konzeption der als Gartendenkmal geschützten Grünanlage stammt von dem Gartenarchitekten Erwin Barth aus den Jahren 1912 und 1932 und hat eine Fläche von rund 4,6 Hektar.
Auf der Schöneberger Westseite schließt sich im Süden der landeseigene Friedhof Schöneberg II an der Eythstraße an, der mit dem Krummen Pfuhl ein ähnlich tief gelagertes Gewässer aufweist wie der Alboinplatz mit der Blanken Helle. Jenseits der Eythstraße, die den Alboinplatz in der Mitte trifft, folgen die Michaelkirche, ein Seniorenwohnhaus und anschließend ein Industriegebiet. Das heutige Schöneberger Gebiet westlich des Platzes bis zur Siedlung Lindenhof gehörte früher zur Gemarkung Tempelhof.

### SiedlungBlanke HelleundTempelhofer Schweiz

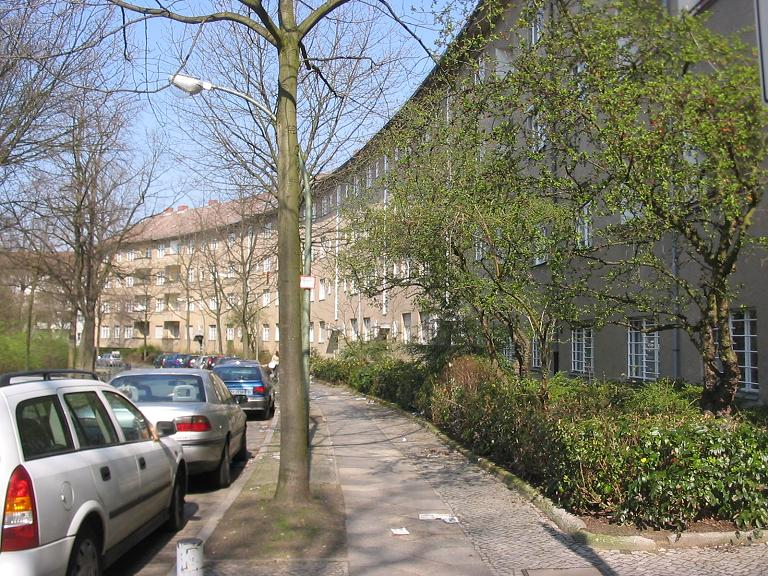
Siedlung Blanke Hölle auf der Tempelhofer Seite

Das Bild der bei Tempelhof verbliebenen Platz- und Straßenseite, der Ostseite, bestimmt eine durchgehende Bebauung mit einem langgezogenen halbrunden Wohnblock, der lediglich von einem Durchgang unterbrochen ist. Der Block ist Bestandteil der Siedlung Blanke Helle, die sich in den abzweigenden drei Straßen (Burgemeisterstraße, Friedrich-Wilhelm-Straße und Kaiserin-Augusta-Straße) fortsetzt. Die drei- und viergeschossige Wohnanlage aus den Jahren 1929 bis 1931 entwarfen die Architekten Erich Glas und Hans Jessen im Auftrag der gemeinnützigen landeseigenen Deutschen Gesellschaft zur Förderung des Wohnungsbaues, kurz Degewo. Die Gesamtanlage steht als Baudenkmal unter Schutz. Das gesamte Gebiet bis hinunter zur Eresburgstraße, dem Gäßnerweg, der Bose- und Manteuffelstraße mit den Siedlungen Blanke Helle und Attilahöhe nannten die Berliner Tempelhofer Schweiz. Der Grund für diese Namensgebung ist unklar, denn die Einheitsbauten haben wenig Schweizerisches. Die Bezeichnung war entweder ironisch gewendet oder hatte ihren Grund in dem zerklüfteten Gelände, das eine eiszeitliche Seerinne mit verschiedenen Pfuhlen prägte (siehe Schweiz (Landschaftsbezeichnung)).

## Blanke Helle

### Geologie
Der Alboinplatz mit dem Pfuhl Blanke Helle und die weiteren Pfuhle der ehemaligen Seerinne liegen am Westrand des Tempelhofer Oberlandes auf dem Teltow, einer flachwelligen eiszeitlichen Platte, die vor rund 20.000 Jahren im Brandenburger Stadium der Weichsel-Kaltzeit entstand.

#### Kette von Toteislöchern

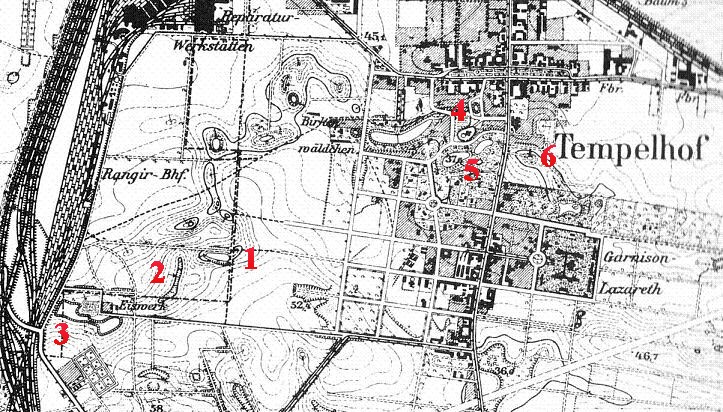
Im Jahr 1901 noch weitgehend unbebautes Gebiet:
1 = Toteisloch Blanke Helle am heutigen Alboinplatz
2 = Toteisloch Krummer Pfuhl auf dem heutigen Friedhof Eythstraße
3 = Dorfpfuhl und Kleine Blanke Helle in der heutigen Siedlung Lindenhof
4 = Toteisloch Wilhelmsteich (rechts der Ziffer, der wesentlich größere See links der Ziffer existiert nicht mehr und ist im Bosepark aufgegangen)
5 = Klarensee
6 = Toteisloch Francketeich

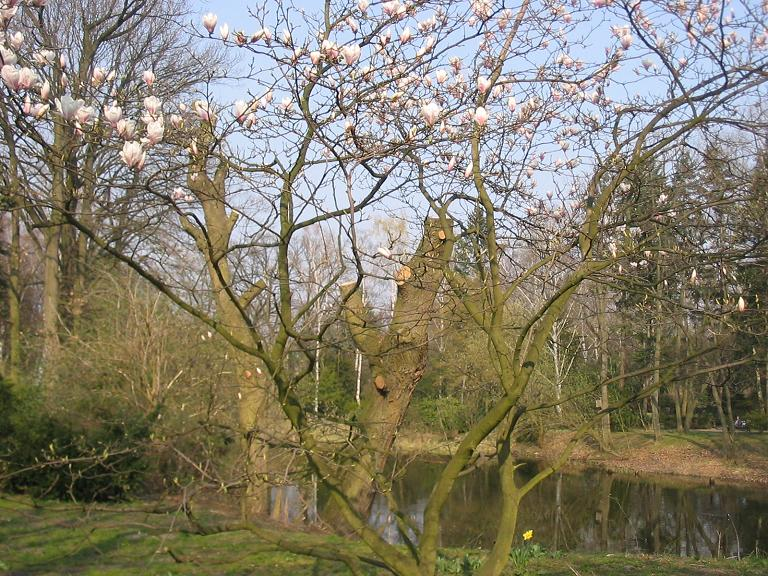
Krummer Pfuhl

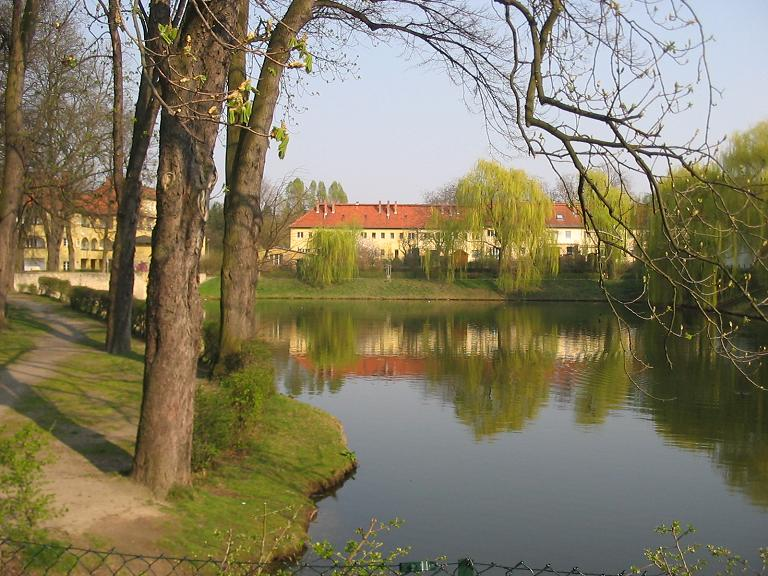
Östlicher Teich im Lindenhof

Der Teltow war komplett mit Eis überzogen und die schmelzenden Wassermassen hinterließen auf der Hochfläche verschiedene Toteislöcher wie die Blanke Helle (1) und den Krummen Pfuhl (2; heute auf dem Areal des II. Städtischen Friedhofs Eythstraße gelegen). Beide Löcher gehören zu einer Kette von Toteislöchern, die sich in einer ehemaligen Senke aneinanderreihen. Teile der glazialen Rinne und einige Tümpel, die auf der nebenstehenden Karte von 1901 im noch jungfräulichen Gebiet gut zu erkennen sind, sind heute überbaut. Die Anlage von Friedhöfen und Parks folgt allerdings – ähnlich wie bei der Kleinen Grunewaldseenkette – weitgehend dieser geologischen Formation, sodass sie im Grundzug noch heute sichtbar ist und den Begriff Tempelhofer Schweiz erfahrbar macht.
Eines der weiteren Toteislöcher liegt in der denkmalgeschützten Siedlung Lindenhof, die westlich an den Friedhof und den Krummen Pfuhl anschließt. Die Siedlung stammt aus den Jahren 1918–1920 und geht auf Pläne von Heinrich Lassen und Martin Wagner zurück. Die nebenstehende Karte zeigt neben der Eisenbahntrasse den ehemaligen Dorfpfuhl und die ehemalige Kleine Blanke Helle (3), die heute zu einem Teich im Lindenhof verbunden sind. Die Freiflächen und Gartenanlagen um die Pfuhle stehen als Gartendenkmal unter Schutz und sind ein Werk des Gartenarchitekten Leberecht Migge aus den Jahren 1918/1921. Nordöstlich der Blanken Helle schließen sich das Toteisloch Wilhelmsteich (4) am heutigen Lehnepark, der Klarensee (5) im heutigen Alten Park und östlich des Tempelhofer Damms das Toteisloch Francketeich (6) im heutigen Franckepark an.
Die Seerinne führte bis zum Hambuttenpfuhl an der Grabertstraße in der ehemaligen Steglitzer Villenkolonie Südende. Noch um 1900 hatten die Toteislöcher ein deutlich höheres Wasservolumen als heute. Die Mulde des Alboinplatzes war komplett mit Wasser gefüllt. Der nahe Teltowkanal, der 1906 fertiggestellt war, zog einen erheblichen Teil der Wasser ab. Die Blanke Helle weist zudem starke jahreszeitliche Schwankungen des Wasserstandes auf, fällt im Sommer allerdings nicht trocken, wie manche Pfuhle.

#### Naturdenkmale und fossile Funde

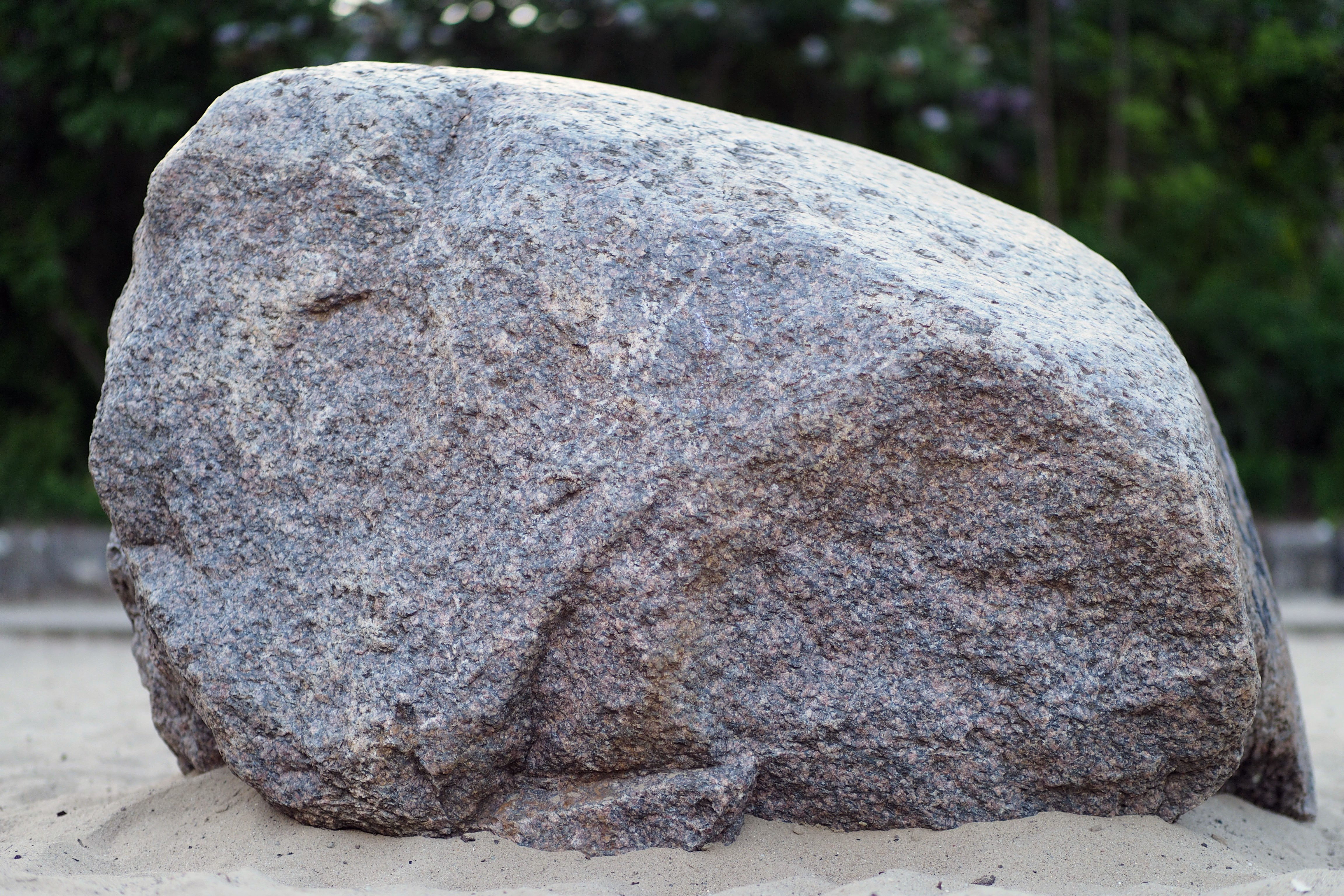
Der größere Findling auf dem Spielplatz

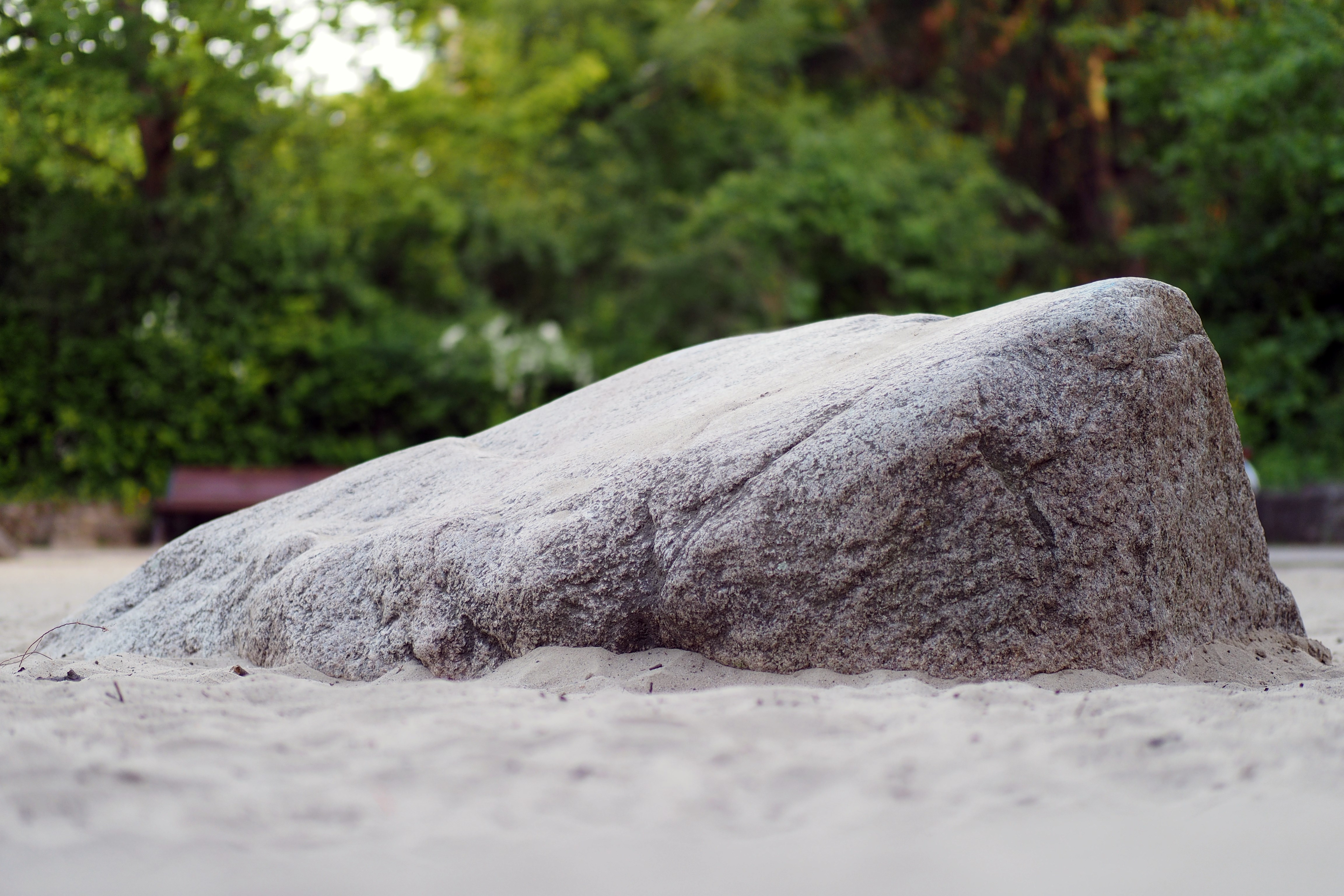
Der kleinere Findling auf dem Spielplatz

Mit der Verordnung vom 10. August 2004 nahm der Berliner Senat die Blanke Helle (ND-16), den benachbarten Krummen Pfuhl (ND-24), den Wilhelmsteich (ND-25) und den Francketeich (ND-19) in die Liste der Naturdenkmale Berlins auf. Schutzzweck ist es, „diese naturgeschichtlich wertvollen und seltenen eiszeitlichen Toteislöcher dauerhaft zu erhalten.“
Auf dem Spielplatz auf dem Alboinplatz befinden sich zwei Findlinge, die wegen ihrer Größe als Naturdenkmale der Stadt Berlin ausgezeichnet wurden.

### Ökologie

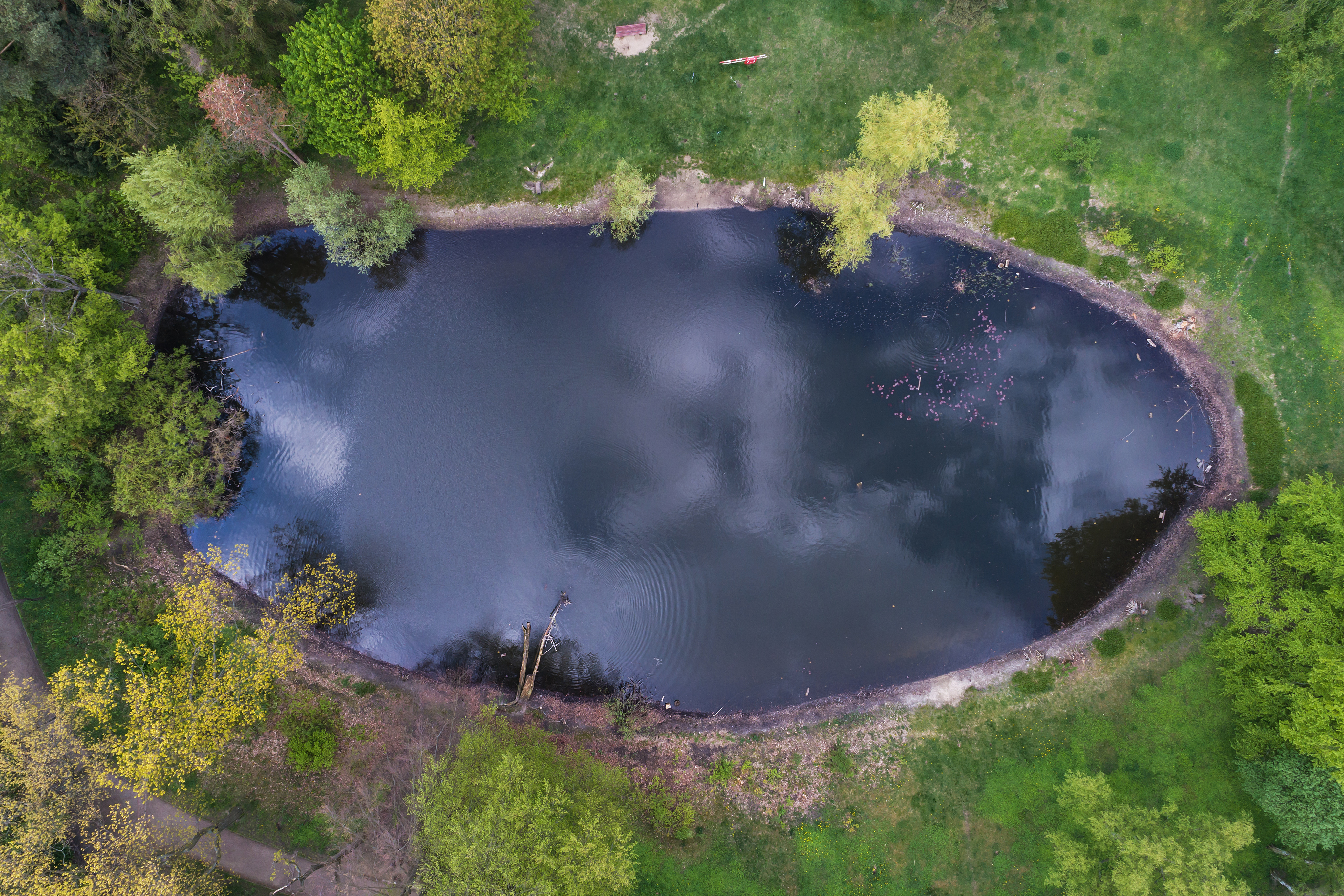
Blanke Helle, Vogelperspektive

Hels Pfuhl, wie der See seinerzeit hieß, gehörte als Tränke zur Viehtrift der Dorfflure von Tempelhof und Mariendorf. Bis 1900 war der Teich von Wiesen und Feldern umgeben. Nach dem Ende der Landwirtschaft und Wiesenbewirtschaftung in diesem Bereich breiteten sich Bäume und Sträucher ungehindert am Ufer aus, das zuvor zweimal jährlich gemäht worden war. In der Zeit des Siedlungs- und Straßenbaus erfuhr das Gelände eine weitere Veränderung, denn Bohrungen zu Forschungszwecken ergaben eine starke Schicht aus Bauschutt, Sanden und umgelagertem Geschiebemergel an den Hängen. Auf diese Schicht wurde wahrscheinlich der heutige Boden und Bewuchs mit halbruderalen Wiesengesellschaften in den Hangbereichen und lichten Gehölzen gesetzt.
Angesichts einer starken langjährigen Verschlammung des Sees, jahrelangem Missbrauch als größte Hundetoilette Berlins und seiner umbauten Lage weisen See und Park eine erstaunliche Artenvielfalt auf, die durch die Pflegemaßnahmen der Schutzverordnung erhalten und gefördert wird. In den Jahren 1988/1989 wiesen Forschungsgruppen „165 verschiedene Farn- und Blütenpflanzen nach, wovon 12 als gefährdet in den Berliner Roten Listen stehen.“'
An Fischarten waren zur Zeit der Untersuchung das Moderlieschen und die Karausche heimisch. Wasservögel sind sehr spärlich vertreten. Die üblichen Brüter an derartigen Kleinstgewässern wie Blässhühner oder Zwergtaucher fehlen fast völlig, lediglich ein Brutpaar einer Teichralle mit drei Jungvögeln konnte nachgewiesen werden. In den alten Bäumen unterstützt ein großer Bestand an Nistkästen den „recht guten Besatz des Gebietes mit […] Höhlenbrütern“ wie Star, Kleiber, Feldsperling und Blaumeise. Bodenbrüter waren im Untersuchungszeitraum 1988/1989 nicht vorhanden. Trotz aller Schutzmaßnahmen wird sich der ursprüngliche Zustand des Gebiets – noch in den 1870er Jahren sollen in der Blanken Helle Sumpfschildkröten gefangen worden sein – nicht wiederherstellen lassen, dazu „ist das Gebiet zu klein, der Pfuhl zu sehr verstädtert.“ Ein Rückbau ist nicht möglich.

### Hels Pfuhlund seine Sage

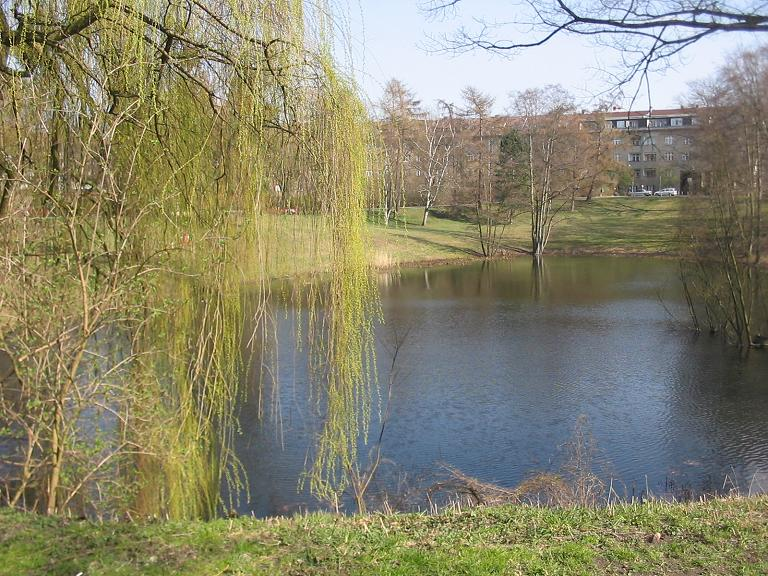
Hels Pfuhl oder Blanke Helle

Der Name „Hels Pfuhl“ geht zurück auf Hel, das in der germanischen Mythologie sowohl die Unterwelt (Hel, Helle, Hölle) wie auch ihre Herrscherin, die Totengöttin Hel, bezeichnet. Eine alte Sage um Hels Pfuhl nimmt diese Mythologie auf und macht zudem verständlich, warum der Bildhauer Paul Mersmann die Gestalt eines Stiers (Auerochsen) für seine Skulptur wählte.
Dieser Sage nach bildete der See einst den Zugang zum Totenreich. An seinem waldreichen Ufer stand ein Opferstein Hels, über den ein Priester wachte. Hel sandte dem Priester zweimal jährlich einen schwarzen Stier zum Pflügen der Felder. Sein Nachfolger, ein christlicher Mönch, versäumte es, Hel weiterhin Opfergaben darzubringen. Als der Stier im folgenden Frühjahr erschien, pflügte er nicht die Felder, sondern verschlang den Mönch. Bis in das 20. Jahrhundert hielt sich in dem noch 1900 unbesiedelten und zerklüfteten Gebiet das Gerücht, der See würde alljährlich ein Opfer verschlingen. Diese Gerüchte haben insofern einen wahren Kern, als „schon mancher […] in dem scheinbar harmlosen Gewässer ertrunken [ist].“

## Skulptur Auerochse/Stier
Die Skulptur, die der Bildhauer Paul Mersmann 1934 entwarf, erinnert an die Sage der Blanken Helle und stellt einen Stier Hels dar. So wie Hel in ihrer Doppelbedeutung als Vernichterin und Nährende ihre Jungfrauen schwarz kleidete, wenn sie der Unterwelt verfallen waren, und weiß kleidete, wenn sie zur Erlösung fähig waren, wählte der Künstler eine helle Tönung für den in der Mythologie schwarzen Stier und versinnbildlicht damit die Erlösung von der Heimsuchung durch den nun Stein gewordenen Stier und die menschliche Kraft zur Erlösung.

### Entstehungsgeschichte und NS-Ideologie

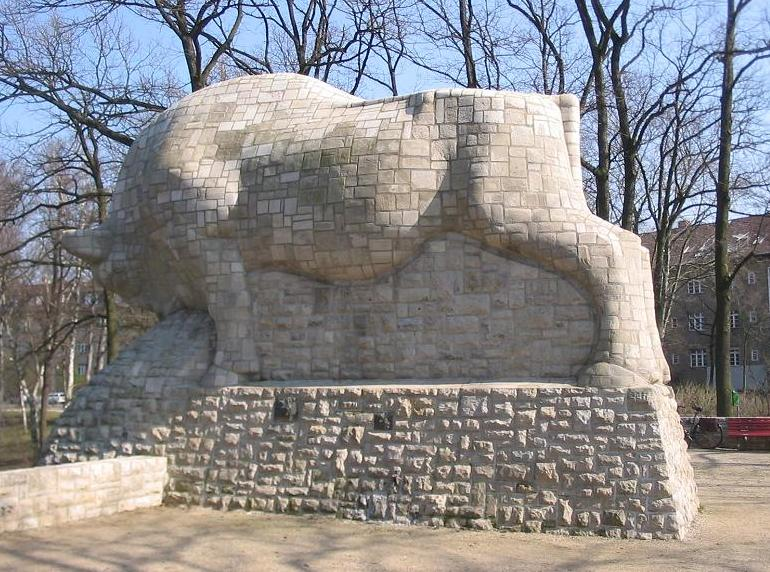
Skulptur von Paul Mersmann

Das Denkmal entstand zwischen 1934 und 1936 im Zuge einer Arbeitsbeschaffungsmaßnahme für arbeitslose Künstler. Mit dem Entwurf war der Münsteraner Bildhauer Paul Mersmann der Ältere (1903–1975) beauftragt, der seit 1931 in Berlin arbeitete. Das Monumentalwerk wurde oft der NS-Ideologie zugeordnet. Diese Zuordnung ist aus drei Gründen falsch. Erstens zeigt die Anlehnung an die Sage, dass für Mersmann mythologisch-theologische Aspekte im Vordergrund standen. Zweitens lehnten die Behörden die offizielle Abnahme des Werkes ab, da es nicht ihren Vorstellungen entsprach und forderten 1936 (nach anderen Angaben 1938) den Abriss der Skulptur. Drittens teilte Paul Mersmanns Sohn mit, dass sich laut Aussage seines Vaters im Innern des Stiers eine Kartusche mit einem Aufruf gegen Hitler mit Unterschriften verschiedener Künstler und Bildhauer befände.

### Beschreibung
Der laut Berliner Volksmund „Größte Ochse von Berlin“ hat eine Länge von neun und eine Höhe von sieben Metern. Gefertigt ist das Monument aus 3000 unregelmäßig viereckigen Muschelkalksteinen aus dem Kalksteinbruch Rüdersdorf über einem gemauerten inneren Ziegelkern. Die Steine des Kerns sollen aus dem  Preußischen Kriegsministerium stammen, dem aus Ziegeln gefertigten Vorgängerbau des Reichsluftfahrtministeriums. Zwischen 2003 und 2005 erfolgte eine 130.000 Euro teure Sanierung (andere Angabe 160.000 Euro), bei welcher der Restaurator fast jeden Kalkstein einzeln bearbeiten musste. Im Frühjahr 2005 übergab der Landeskonservator im Beisein des Sohnes und weiterer Angehöriger des Künstlers Paul Mersmann das erneuerte Denkmal der Öffentlichkeit.